# 12207 Matthewbeasley
A 12207 Matthewbeasley (ideiglenes jelöléssel (12207) 1981 EU28) a Naprendszer kisbolygóövében található aszteroida. Schelte J. Bus fedezte fel 1981. március 1-jén.

## Kapcsolódó szócikk
- Kisbolygók listája (12001–12500)